# Isthmiade rubra
Isthmiade rubra là một loài bọ cánh cứng trong họ Cerambycidae.